# Antonia Campbell-Hughes
Antonia Campbell-Hughes, född 1982 i Nordirland, är en nordirländsk skådespelerska. Hon har bland annat gjort rollen som Natascha Kampusch i filmen 3096 dagar.

## Filmografi i urval
- 2004 - Shaun of the Dead
- 2006 - Svartskägg - piraten och legenden
- 2006–2011 – Fritt fall (TV-serie) (26 avsnitt)
- 2008 - Delta Forever (gästroll i TV-serie)
- 2010 - När Harvey mötte Bob
- 2013 - 3096 dagar
- 2015 - Min dotter, min syster